# Данијела Костадиновић
Данијела Костадиновић (Лесковац, 29. април 1973) српски је историчар и теоретичар књижевности, књижевни критичар, паремиолог, преводилац и професор Универзитета у Нишу.

## Биографија
Основну школу и Гимназију завршила је у Лесковцу. Студије књижевности завршила је 1996. године на Филозофском факултету Универзитета у Нишу, смер Српскохрватски језик и југословенске књижевности. Магистрирала је 2003. године на Филолошком факултету у Београду под менторством проф. др Слободана Ж. Марковића. Докторирала је 2014. године на Филолошком факултету Универзитета у Београду под менторством проф. др Радивоја Микића.
На Филозофском факултету Универзитета у Нишу почела је да ради 30. септембра 1998. године као асистент-приправник на предметима Хрватска и Македонска књижевност. У звање асистента бирана је 2004. године, потом у звање доцента 2014. године, а у звање ванредног професора бирана је 2019. године за ужу научну област Српска и компаративна књижевност (Упоредно проучавање јужнословенских књижевности и Књижевност за децу). 
Била је секретар катедре у два мандата (1998-2001 и 2005-2007), као и управник Департмана за српску и компаративну књижевност (2016-2019).
Учествовала је на великом броју међународних семинара (XXX међународном Семинару за македонски језик, књижевност и културу, Охрид, Македонија, август 1997; XXXI међународном Семинару за бугарски језик и културу, Универзитет „Св. Кирил и Методиј“, Велико Трново, Бугарска, 3–23. 8. 1998; XXXIII међународном Семинару за македонски језик, књижевност и културу, Охрид, Македонија, 8–22. 8. 2000; Интернационалној школи за руски језик и књижевност, Пушкинов институт, Москва, Русија, 5. 11–5. 12. 2004. године и другима).
Учествовала је на великом броју семинара за професионално усавршавање наставника (Савремени приступи у настави српског језика и књижевности 2015/16. године, Филозофски факултет Универзитета у Нишу, тема предавања: „Утицај нордијске школе на драмско стваралаштво Мирослава Крлеже, 2015; Савремени приступи у настави српског језика и књижевности 2017. године, Филозофски факултет Универзитета  у Нишу, тема предавања: „Проза за децу и омладину Бранка Ћопића”; Савремени приступи у настави српског језика и књижевности 2018. године, тема предавања: „Статус јужнословенских књижевности у наставним програмима и наставној пракси”).
Главни је и одговорни уредник часописа Наше стварање, члан редакције часописа Спектар (Македонија), члан редакције међународног часописа Вестник Московского государственного областного университета. Серия: Философские науки, члан међународног научног и уређивачког одбора међународне научне конференције „Филко“ – филологија, култура, образовање (Штип, Македонија/Вороњеж, Русија). Била је члан Програмског одбора и организационог одбора НИСУН-а (Филозофски факултет у Нишу), члан Програмског одбора међународног научног скупа Материјална и духовна култура Срба у мултиетничким срединама и/или периферним областима (Западни универзитет у Темишвару/Филозофски факултет у Нишу), члан Програмског одбора међународног научног скупа Емоције у култури Срба и Бугара и Музика у култури Срба и Бугара (Филозофски факултет у Нишу/ Филолошки факултет у Великом Трнову), члан уређивачког одбора часописа Исходишта 4 и Исходишта 5.
Члан је Фондације за културну и научну афирмацију и презентацију  „Македонија презент“ (Македонија), члан Друштва књижевника и књижевних преводилаца Ниша, члан Czech-Slovak Comparative Association, члан International Comparative Association ACLA/ICLA и сарадник института ИНАКУ (Скопје, Северна Македонија).
Била је члан жирија Медијана фестивала дечјег стваралаштва и стваралаштва за децу, члан и председник жирија (2006) за доделу награде „Бранко Миљковић“, коју додељује Град Ниш за најбољу књигу песама, члан жирија за награду Града Ниша „Чудни зец“ за најбољу књигу за децу и младе (2016), члан жирија за награду Града Ниша „Малени цвет“ за књижевност за децу и младе (2017), члан жирија за награду „Рамонда сербика“ за свеукупно вишегодишње стваралаштво домаћег писца који је оставио посебан печат у историји савремене српске књижевности (2020).
Учествовала је као истраживач на пројектима: Књижевни живот на југу и југоистоку Србије у XIX и XX веку и Народна књижевност, који су реализовани у Центру за научна истраживања САНУ и Универзитета у Нишу под руководством академика Мирослава Пантића од 1998. до 2005. године;  Књижевност и историја од 2006. до 2010. године под руководством проф. др Мирољуба М. Стојановића. 
Од 2018. године ангажована је као истраживач на пројектима Језичка и књижевна прошлост и садашњост на простору југоисточне Србије (Департман за србистику Филозофског факултета у Нишу), под руководством проф. Надежде Јовић, Књижевна прошлост и садашњост на простору југоисточне Србије (Огранак САНУ Ниш), под руководством проф. др Горана Максимовића и Говорни и стандардни језик у јавној комуникацији у Нишу (бр. 0-25-20, Огранак САНУ Ниш), под руководством проф. др Марине Јањић.
Учествовала је на више од 50 међународних и националних научних скупова, у земљи и иностранству, из области науке о књижевности.
Живи у Нишу.

## Књиге студија
- Психолошко у романима Абаџиева и Георгиевског: екстровертни и интровертни психолошки типови. 1999. ISBN 86-7379-057-3., Ниш,   158196487
- Одблесци, одјеци: српске теме македонске књижевности, Београд, 2010.  978-86-6007-043-4.  176504332
- Магични реализам Слободана Џунића, Београд, 2019.  978-86-6081-291-1.  274633740

## Приређена издања
- Добра мисла оро игра, Ниш, 2000. 2000.  86-7379-069-7.  180144135
- Емоције у култури Срба и Бугара / Емоциите в културата на сърби и българи, тематски зборник, Ниш/Велико Търново, 2016. 2016.  978-86-7379-411-2.  223321100

## Награде
- Награда „Вељко Видаковић” за културни допринос граду Нишу (2002),
- Међународна награде „Гоцева мисла” за афирмацију македонске књижевности у иностранству (2014),
- Награда „Светосавски печат” за посебну књигу као изузетан ауторски и издавачки подухват на XI Светосавском сајму књига у Нишу (2015) за антологију Од чежње до ероса у издању Нишког културног центра (2014).